# Botryobasidium lembosporum
Botryobasidium lembosporum är en svampart som först beskrevs av Donald Philip Rogers, och fick sitt nu gällande namn av Donk 1958. Botryobasidium lembosporum ingår i släktet Botryobasidium och familjen Botryobasidiaceae.   Inga underarter finns listade i Catalogue of Life.